# Old Before I Die (Robbie Williams-dal)
Az Old Before I Die című kislemez Robbie Williams brit popénekes első kislemeze debütáló albumáról, a Life Thru A Lens című lemezről, amely 1997-ben jelent meg Angliában. A kislemez a második helyre került a brit slágerlistán 1997 áprilisában.

## Formátumok és tracklista
A Old Before I Die című dal alábbi formátumai jelentek meg:
UK CD1

(Megjelent: 1997. április 14.)
1. "Old Before I Die" - 3:50
2. "Average B-Side" - 2:58
3. "Better Days" - 3:30

UK CD2

(Megjelent: 1997. április 14.)
1. "Old Before I Die" - 3:50
2. "Kooks" - 3:00
3. "Making Plans For Nigel" - 4:05

## Videóklip
Az Old Before I Die videóklipjét David Mould rendezte, 1997 áprilisában jelent meg.

## Helyezések
| Slágerlista (1997)                  | Legmagasabb helyezés |
| ----------------------------------- | -------------------- |
| Egyesült Királyság kislemez listája | 2                    |
| Lettország kislemez listája         | 18                   |
| Svájc kislemez listája              | 30                   |
| Ausztria kislemez listája           | 30                   |
| Hollandia kislemez listája          | 53                   |

## Alejandra Guzman verziója
Alejandra Guzman mexikói énekesnő feldolgozása a Quiero Vivir címen megjelent dal (angolul: I Want to Live), az énekesnő tizedik stúdióalbumán, a Soy című lemezen jelent meg. A dal producere az a Desmond Child volt, aki az eredeti verziót írta. A kislemez nem jutott fel sem a mexikói, sem az amerikai slágerlistára.

## Külső hivatkozások
- A dal szövege angolul
- Robbie Williams videóklipje